# Дерихвіст забайкальський
Дерихвіст забайкальський (Glareola maldivarum) — вид сивкоподібних птахів родини дерихвостових (Glareolidae).

## Поширення
Птах поширений в Південній та Східній Азії. Ареал виду лежить від Північного Пакистану на заході та російського Забайкалля на півночі до Індонезії. Зимує у тропічній Азії, Новій Гвінеї, Австралії, Новій Зеландії та деяких островах Океанії (Палау, Соломонові острови, Вануату, Нова Каледонія). Залітні птахи спостерігалися в Європі, Африці та на Алясці.

## Опис
Тіло завдовжки 23-25 см, розмах крил 58-64 см, вага 59-95 г. Зовні схожий на дерихвоста степового. Відрізняється чорними криючими перами крил другого порядку та каштановою нижньою стороною крил.

## Спосіб життя
Живе на відкритих територіях, таких як луки, пасовища, поля, та водно-болотних угіддях (болота, річки, озера, солончаки, затоплені ставки та рисові поля). Живиться комахами та різними безхребетними. Розмноження відбувається з квітня по червень. Гніздо — неглибока яма в землі. У кладці 2 або 3 яйця. Період інкубації 17–19 днів.